# Centre d'entraînement des cosmonautes Youri-Gagarine
Pour les articles homonymes, voir Gagarine (homonymie).

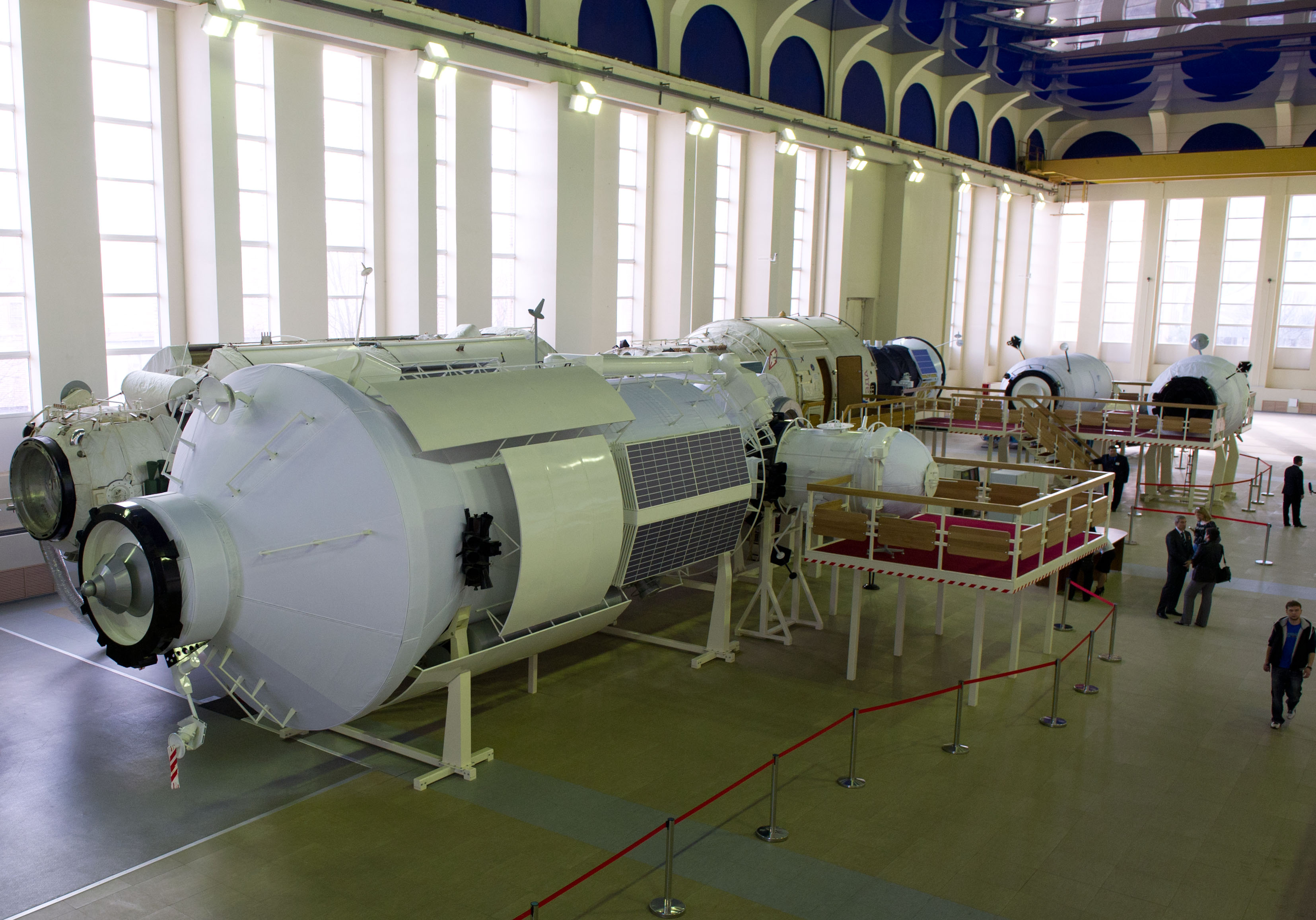
Maquette à l'échelle du segment russe de la Station spatiale internationale utilisée pour l'entrainement des équipages.

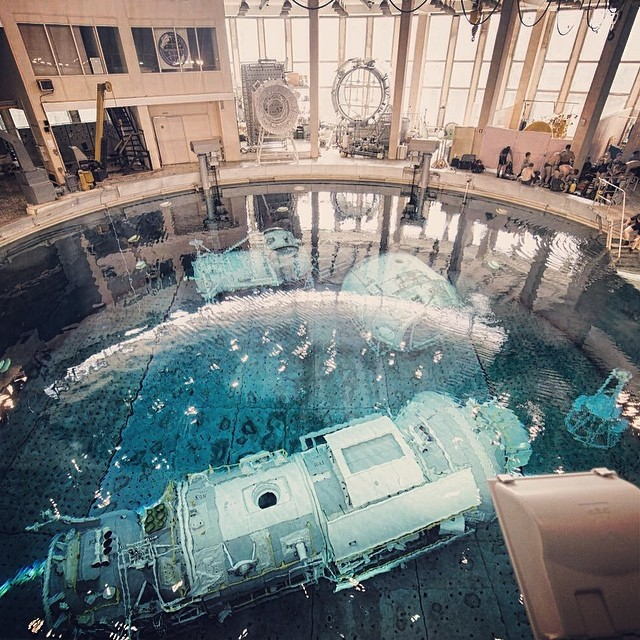
Vue partielle de l'hydrolab, la piscine utilisée pour les entrainements en apesanteur.

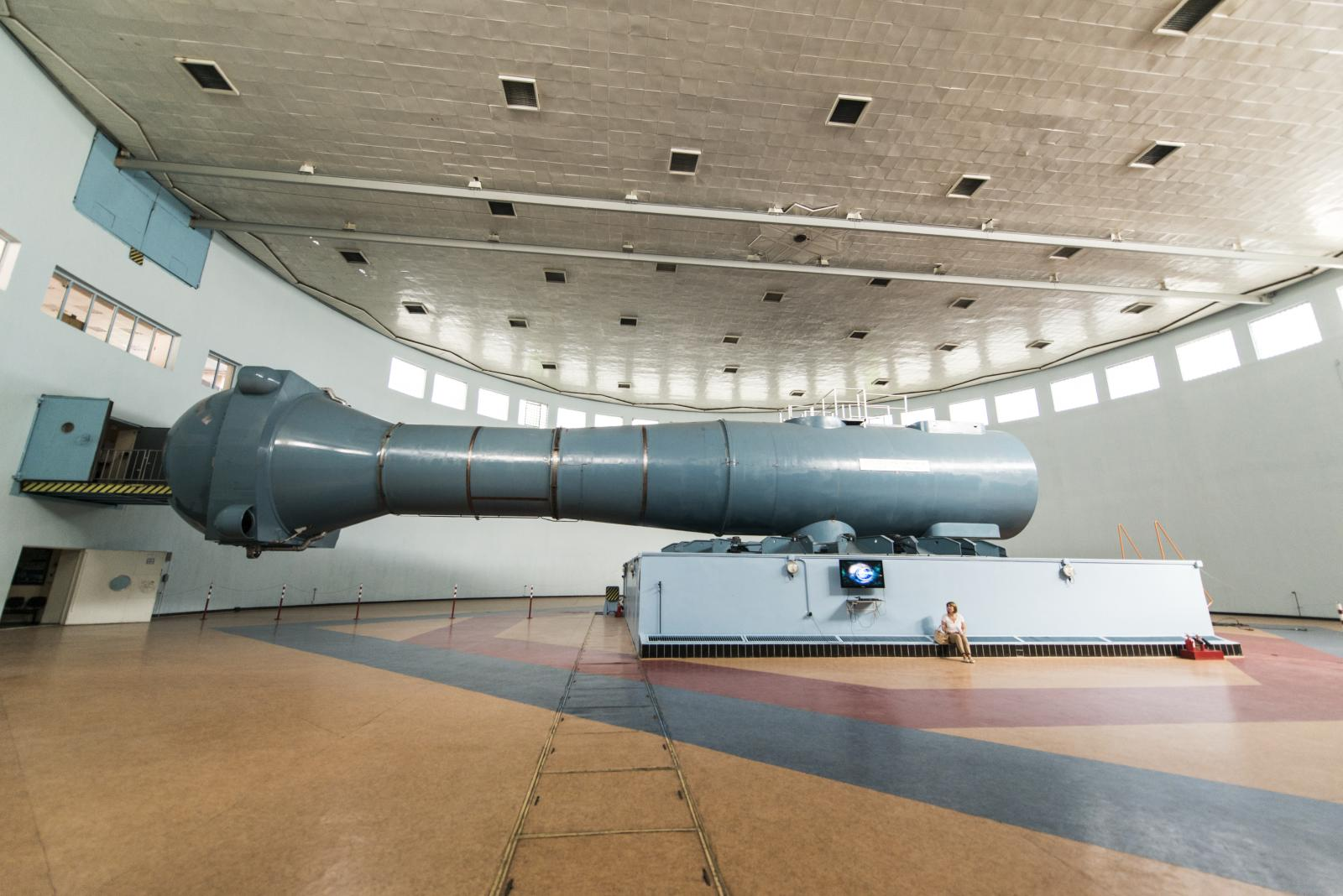
Vue de la plus grande des deux centrifugeuses (TsF-18) hébergées par le centre d'entrainement.

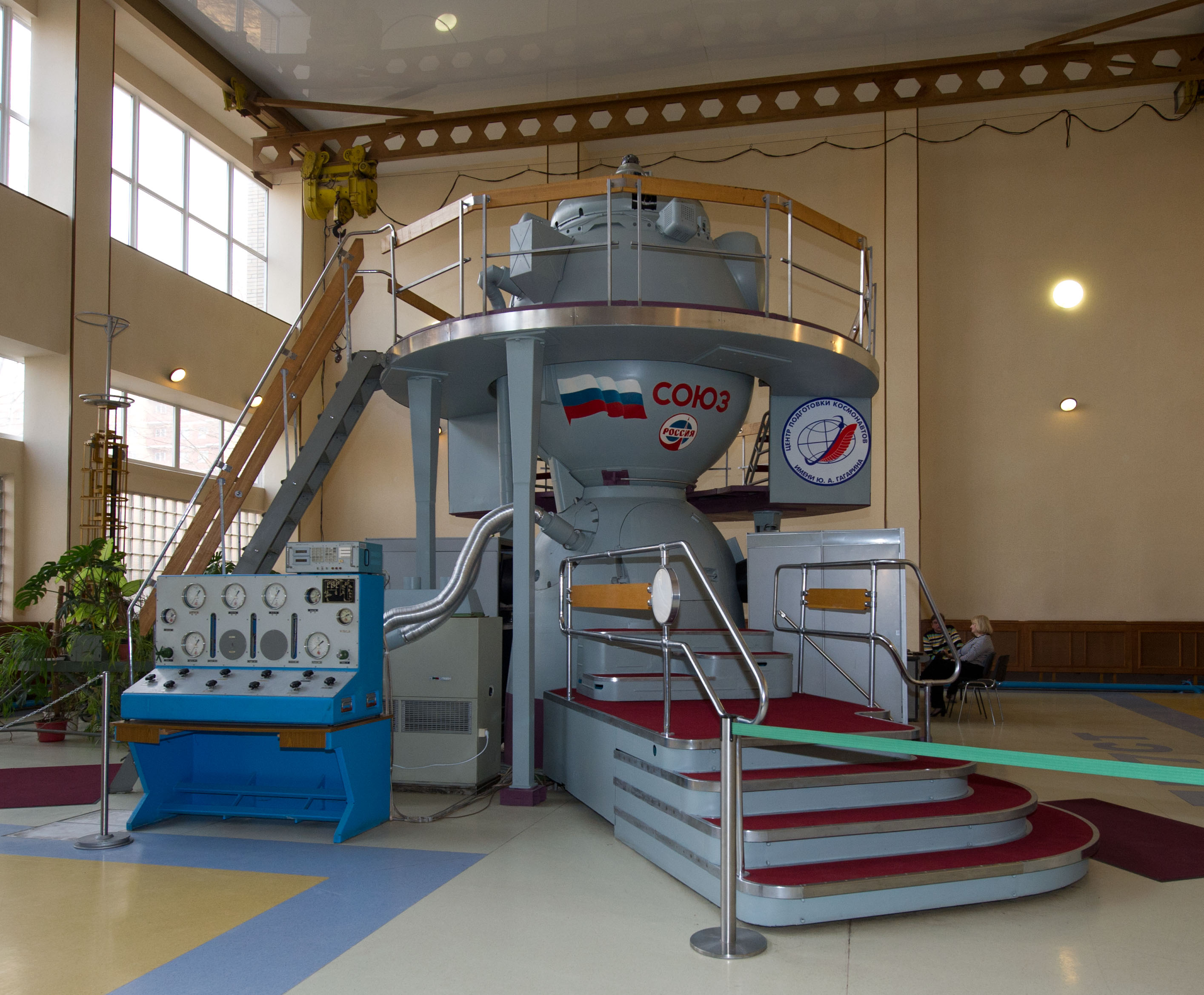
Simulateur du vaisseau Soyouz TMA.

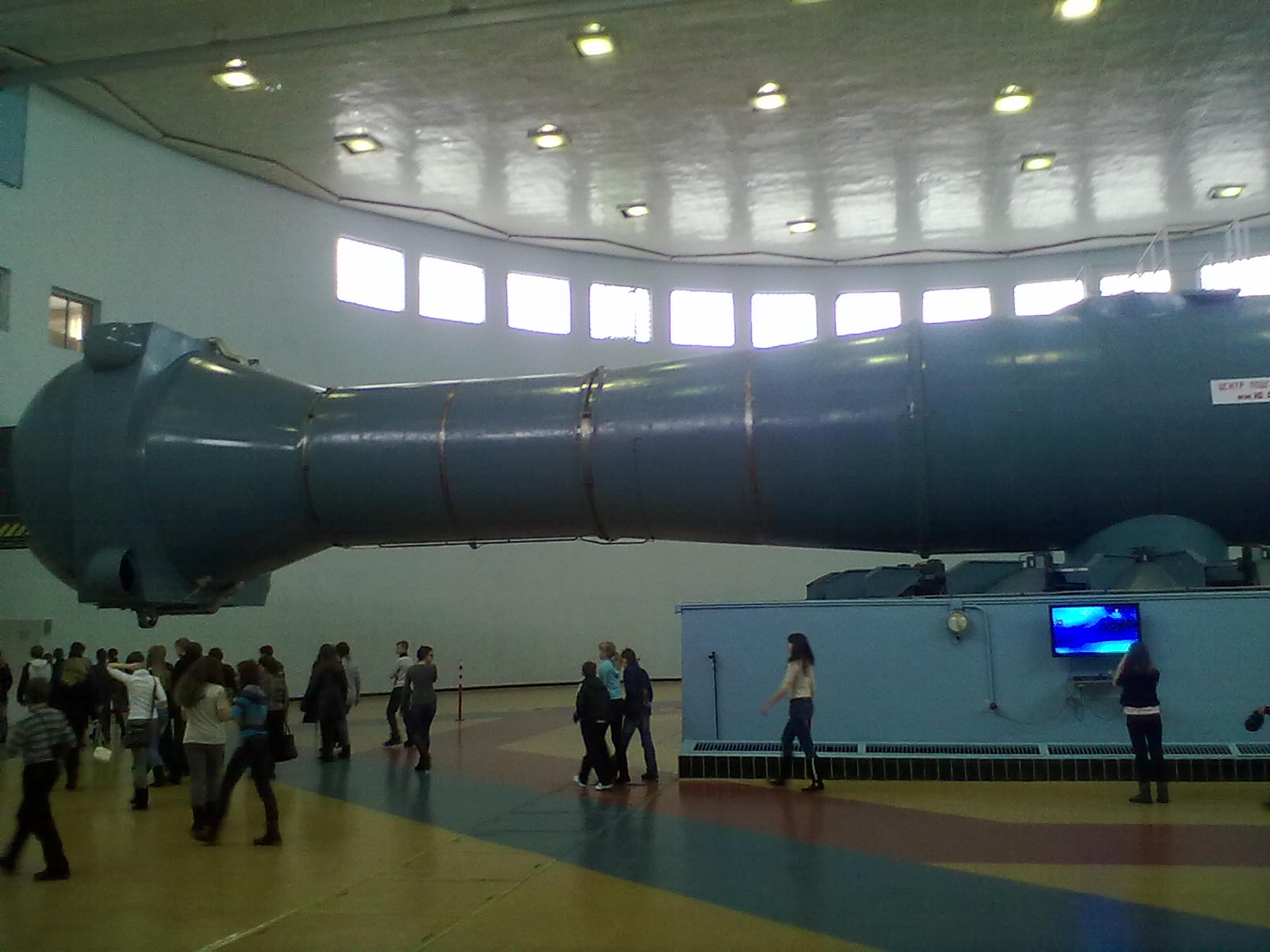
Plan large de la centrifugeuse (excursion prévue) au centre d'entraînement des cosmonautes Youri-Gagarine à Cité des étoiles.

Le centre d'entraînement des cosmonautes Youri-Gagarine (russe : Российский Государственный Научно-Исследовательский Испытательный Центр Подготовки Космонавтов) ou TsPK est le centre de formation des cosmonautes russes. Il est géré par l'agence spatiale russe Roscosmos. Il se trouve dans la Cité des étoiles un complexe d'habitations construit avec le centre qui situé à environ 25 kilomètres au nord-est de Moscou. Il comprend de nombreux types d'équipements permettant aux équipages des missions spatiales de se préparer aux opérations effectuées durant le lancement et à bord de la Station spatiale internationale.

## Historique
Fin 1959, au début de l'ère spatiale, les responsables du programme spatial soviétique décident de créer un centre destiné à l'entrainement des cosmonautes. Les cosmonautes étant sélectionnés parmi les pilotes militaires, la création et la gestion du centre est confiée au Forces aériennes soviétiques. En attendant sa création les futurs cosmonautes sont entrainés dans des installations existantes. En juillet 1960 les cosmonautes s'installent dans les premiers bâtiments édifiés du centre. Le centre de formation des cosmonautes est créé au début de l'ère spatiale. Le site, situé dans le raïon de Chtchiolkovo à 25 kilomètres de Moscou, est sélectionné car il est à la fois proche de la capitale soviétique, de la base aérienne Chkalovskii et d'une artère ferroviaire. La gestion du centre, tout comme l'ensemble du programme spatial soviétique, est confié aux militaires. Sa situation est maintenue secrète et son accès est réservé au personnel qui y travaillent. En janvier 1961, le premier examen qualifiant des cosmonautes y est effectué. Youri Gagarine réalise le premier vol dans l'espace le 12 avril 1961. La construction d'ensembles d'habitation  à proximité pour loger le personnel ainsi que les cosmonautes et leur famille est décidé fin 1962 et la nouvelle ville est baptisée Cité des Etoiles. L'ensemble prend le nom de Cité des étoiles. Les équipements utilisés  sont initialement rudimentaires et ceux-ci doivent souvent aller s'entrainer chez les constructeurs des différents engins spatiaux (OKB-1, etc.). Les premiers simulateurs sont installés en 1964.
Le 30 avril 1968 le centre est rebaptisé Centre d'entraînement des cosmonautes Youri Gagarine en l'honneur  du cosmonaute qui s'est tué au cours d'un entrainement un mois auparavant. La même année, le centre devient également un centre de recherche sur le vol spatial habité. Au début des années 1970 les dirigeants soviétiques décident d'abandonner les projets lunaires et de se concentrer sur le développement de stations spatiales civile (DOS/Saliout) et militaire (Almaz). Un nouveaux bâtiment (n°1) est construit en 1971 pour accueillir les simulateurs des vaisseaux Soyouz et de la station Saliout. Pour la première fois une délégation américaine visite le centre en 1973 dans le cadre de la mission conjointe Apollo-Soyouz. Une première centrifugeuse est inaugurée la même année tandis que la piscine utilisée pour simuler les opérations en apesanteur entre en service qu'en 1975. En 1988 un gigantesque bâtiment (KTOK) accueille les simulateurs de la navette spatiale Bourane qui n'effectuera qu'un seul vol. La coopération entre la Russie et les autres puissances spatiales joue un rôle prépondérant à partir des années 1990. La cité des étoiles accueille à partir de 1994 des astronautes américains et européens qui viennent s'entrainer pour se familiariser avec les engins spatiaux russes : Mir, Soyouz et segment russe de la Station spatiale internationale. En avril 2009 le centre est placé entièrement sous la responsabilité civile de l'Agence spatiale russe.

## Équipements
Le centre comprend l'ensemble des installations permettant aux équipages de se préparer à leurs missions spatiales : simulateurs, installations médicales, centre de formation théorique, etc. Les principaux équipements sont : 
- Deux bâtiments hébergent des maquettes à l'échelle un des engins spatiaux russes qui sont utilisées pour répéter les opérations à bord de ces engins. On y trouve notamment le segment russe de la Station spatiale internationale et du vaisseau Soyouz et des simulateurs qui sont utilisés pour la formation des cosmonautes. Ces halls contiennent également des maquettes de tous les vaisseaux et stations spatiales soviétiques (Saliout, Mir, TKS, Bourane)
- Le centre comprend deux centrifugeuses utilisée par les cosmonautes pour s'habituer aux accélérations subies durant le lancement. La centrifugeuse TsF-18 d'une masse de 300 tonnes a un rayon de 18 mètres et permet de simuler une accélération de 30 g.Elle dispose de trois cabines interchangeables pour permettre des simulations de différentes natures. Elle a été mise en service en 1980. La centrifugeuse TsF-7 de plus petite taille a un rayon de 7 mètres et permet de simuler une accélération de 20 g. Elle a été mise en service en 1973[2].
- Une piscine de grande dimension (l'hydrolaboratoire) est utilisée par les cosmonautes pour répéter les opérations effectuées durant les sorties extravéhiculaires dans l'espace. Elle est inaugurée fin 1978. De forme circulaire elle a un diamètre de 24 mètres pour une profondeur de 12 mètres et contient 5 000 m³ d'eau maintenue à une température de 30 °C. Le fond de la piscine peut être remonté à l'aide de vérins hydrauliques pour remplacer les maquettes d'engins spatiaux qui y sont déposés. La paroi de la piscine est percée de hublots permettant aux instructeurs de suivre l'entrainement des cosmonautes. Lorsqu'ils s'entrainent les cosmonautes enfilent une version modifiée de la combinaison spatiale Orlan (absence de revêtement extérieur et ajout de lests en plomb). Ils sont alimentés en oxygène par un tuyau mais disposent toutefois d'une réserve de sécurité de 15 minutes[3].
- des simulateurs d'engins spatiaux[4].
- Le centre dispose de trois avions de transport militaire quadriréacteur de type Il-76 qui sont utilisés pour effectuer des vols en apesanteur de courte durée (quelques dizaines de secondes) grâce à des trajectoires de vol parabolique. Le centre utilisait auparavant des Tupolev Tu-104[5].
- Le centre dispose également d'un planétarium fourni par l'Allemagne de l'est qui permet de projeter 9000 étoiles.